# Siegfried Buback
Siegfried Buback (Wilsdruff, 3 de janeiro de 1920 - Karlsruhe, 7 de abril de 1977) foi o procurador-geral da República alemã entre 1974 e 1977.
Conservador e anticomunista, Buback foi um dos maiores inimigos do grupo de extrema-esquerda Fração do Exército Vermelho (Grupo Baader-Meinhof) durante seu período no cargo, implacável na perseguição jurídica aos membros da organização. Foi assassinado em retaliação à suspeita de que a morte de Ulrike Meinhof na prisão não foi um suicídio, mas sim, um homicídio cometido pelo Estado.

## Vida
Filho de um funcionário público, Buback estudou Direito na Universidade de Leipzig, aprovado no primeiro concurso do Estado em 1941. EM 11 de abril de 1940, candidatou-se à filiação partidária ao NSDAP, sendo confirmado em 1 de julho do mesmo ano, sob o número 8.179.469.

## Assassinato
Em 7 de abril de 1977, foi assassinado numa emboscada nas ruas da cidade de Karlsruhe junto com seus guarda-costas dentro de um carro, sendo todos metralhados por uma dupla do Baader-Meinhof numa motocicleta. Sua morte abriu a série de atentados que caracterizou o período chamado de Outono Alemão e que só se encerraria em outubro com a morte do empresário Hanns-Martin Schleyer, sequestrado e executado pelos terroristas, no último atentado de vulto da organização.
Os fatos com relação a seu assassinato nunca tiveram os detalhes esclarecidos até 2007, trinta anos após sua morte, quando um dos ex-integrantes da RAF, Peter-Jürgen Boock, contou a seu filho que os tiros que mataram Buback teriam sido dados pelo ex-terrorista Stefan Wisniewski, que cumpriu vários anos de prisão relativos a outras atividades da RAF mas nunca teve seu nome ligado à morte de Buback. Verena Becker, outra ex-integrante do Baader-Meinhof e também acusada pela morte de Buback com vários indícios de sua participação nela, desde os anos 80, quando depois de presa colaborou com as investigações, alegava que Wisniewski seria o autor dos tiros, apesar de outros terem sido condenado pelo atentado.